# Тибет у Новий час (1642-1912)
Тибе́т (1642—1914) (тиб. བོད་; bod [pʰø̀ʔ]; кит. 西藏) — період в історії, коли Тибет перебував під контролем династії Цін, з 1642 року (завоювання Тибету Гуши-ханом) по 1912 рік (розпад імперії Цін).

## Тибет за правління Іньчженя
Наступний маньчжурський імператор, Айсіньгіоро Іньчжень, всіляко посилював свій контроль над Тибетом, хоча з 1723 по 1727 роки здійснював відведення цінських військ з Лхаси. Після відведення китайських військ у Тибеті почалася міжусобиця. Для придушення повстання Іньчжень направив у другий похід до Тибету 15 тисяч солдатів із Сичуані, Шеньсі і Юньнань. До моменту їхнього приходу спадковий аристократ Полонай зі своєю дев'ятитисячний армією вже стабілізував становище. У нагороду за це він у 1728 році отримав князівський титул і право управління всією країною. Для постійного контролю над Тибетом Іньчжень залишив e Лхасі двох цінських резидентів і тисячний гарнізон.

## Тибет за правління Цяньлуня
Внутрішні події в Тибеті прискорили встановлення контролю маньчжурів при наступному імператорі — Айсіньгіоро Хунлі (правив під девізом «Цяньлун»). Після смерті Полханасу в 1747 році владу успадкував його син Гьюрме-Намгьял (Джурме-Намге, Чжурмед-намчжал). Прагнучи звільнитися від маньчжурського контролю, він задумав збройний виступ, став збирати війська нібито для боротьби з ойратами і встановив зв'язок з джунгарськими князями. У 1750 році маньчжурські намісники вбили Чжурмед-намчжала. Це призвело до народного повстання в Лхасі і розправі над маньчжурами. У відповідь Хунлі організував третій похід цінських військ на Тибет. У 1751 році, прагнучи ще більше роз'єднати країну, він передав управління нею вже не двом особам, а чотирьом міністрам-правителям, підпорядкувавши їх Далай-ламі. Ханські і князівські титули скасовувалися. З усіх важливих справах міністри-правителі повинні були радитися з намісниками; права останніх розширилися, а цінський гарнізон в Лхасі було збільшено. Всякі зв'язки з Джунгарським ханством заборонялися. Багато авторів (виходячи переважно з китайських джерел) вважають, що Тибет став частиною імперії Цин, інші доводять, що він став залежною державою, а не «частиною Китаю».

## Опір тибетців
Протягом 1747—1750 рр. тибетці кілька разів виганяли зі своєї країни цінські війська та їхніх намісників, спираючись на підтримку своїх північних сусідів — войовничих західних монголів-ойратів (джунгарів). І хоча в 1750 році всі антицінські повстання в Тибеті були придушені, Хунлі зрозумів, що стабільним його домінування в цьому регіоні може бути лише за умови знищення могутнього Джунгарського ханства. Однак панівний на Тибеті ламаїзм школи гелукпа («жовті шапки») з його ідеями ахімси і ненасильства забороняв далай-ламам вести війни й мати власні збройні сили, що робило тибетський суверенітет вкрай хитким і залежним від сусідів.

## Тибет у Великій грі
Під час політичної боротьби Великої Британії та Російської Імперії за сфери впливу в Азії (Велика гра), Тибет також потрапив в колоніальні інтереси великих держав. З метою недопущення переваги впливу сильного супротивника, обидві країни визнали Тибет під «сюзеренітетом» ослабленої Цінської імперії. Велика Британія, незважаючи на домовленості, відчувала значні побоювання, пов'язані з персоною одного з найближчих наближених Далай-Лами — проросійськи налаштованого Агвана Доржієва. Кульмінацією суперництва за Тибет і Великої Гри в цілому стала британська експедиція в Тибет в 1903—1904 під командуванням Френсіса Янгхазбенд. У 1906 році англійці організували ще одну мирну місію в Тибет. У тому ж році була підписана англо-китайська конвенція по Тибету. Вона оголосила сюзеренітет імперії Цин над Тибетом. Англійці зобов'язалися не анексувати Тибет і не втручатися в його управління. Імперія Цін зобов'язалася не допускати втручання в управління Тибетом інших іноземних держав. У 1907 російсько-англійські відносини у Тибеті були врегульовані англо-російською угодою, за якою обидві сторони визнавали сюзеренітет імперії Цінь над Тибетом. Китай вирішив встановити пряме правління над Тибетом. Результатом стала цінська експедиція в Тибет 1910 року. 12 лютого експедиція зайняла Лхасу. 25 лютого маньчжури офіційно оголосили про позбавлення влади Далай-Лами XIII, який встиг втекти в Сіккім на північному сході Британської Індії. Революція в Китаї призвела до виводу китайських військ з Тибету до кінця 1912 року.